# Walter Casson
Walter Casson (22 tháng 1 năm 1895 – 1965) là một cầu thủ bóng đá người Anh thi đấu ở vị trí tiền đạo.